# داء البابسيات
البابسيات (بالإنجليزية: Babesiosis)‏ هو مرض يشبه الملاريا ينتقل عن طريق القراد وينتقل عن طريق القراد في خلايا الدم الحمراء. ويدعى أيضاً بداء الكمثريات (داء البابسيات) مرض طفيلي شبيه بالملاريا تسببه اواليات البابيسيا (نسبة إلى مكتشفها الروماني فيكتور بابيس)، ويصيب عادة الحيوانات الداجنة خاصة الكلاب.

## الأسباب
سببه كائن أولي داخل كريات الدم الحمراء وتسببه عدوى تنتقل عن طريق القراد .

## الأعراض
ومن الممكن أن تكون الأعراض غير واضحة (فلم يتم الإبلاغ عن حدوث طفح جلدي كما يحدث في «داء لايم») وتشمل هذه الأعراض الحمى والرشح والرعشة والصداع والشعور بالتعب وألم العضلات. ومن الممكن أن يشتبه الأطباء في حدوث عدوى «داء البابسيات» إذا كانت الأعراض شديدة أو إذا كانت المضادات الحيوية لا تجدي نفعا. ومن الممكن التأكد من الإصابة عند إجراء فحص الدم. تتميز الاعراض في حمى وتوعك وفقر الدم الإنحلالي. تدمير كريات الدم الحمراء .

## العلاج
في الحالات الخفيفة والمتوسطة يعطى بعض الكريمات والادوية مثل مزيج من atovaquone والأزيتروميسين. وايضا الكليندامايسين والكينينالذان لديهم الآثار الجانبية أقل. ويستمر العلاج من 7-10 أيام، ولكن هذا تم تمديده إلى 6 أسابيع على الأقل في الناس برجوع المرض. فمن المستحسن أن يتم التعامل حتى الحالات الخفيفة لتقليل فرصة انتقال العدوى دون عن طريق التبرع بالدم. وفي الحالات والشديدة التي تهدد الحياة، يتم تنفيذ تبديل الدم.

## وصلات إضافية
- Center for Global Health. "Babesiosis". Parasites and Health, DPDx — Laboratory Identification of Parasites of Public Health Concern. Centers for Disease Control & Prevention. مؤرشف من الأصل في 2013-12-12. — ملكية عامة source from which the first version of this article was derived.
- Homer MJ, Aguilar-Delfin I, Telford SR, Krause PJ, Persing DH (يوليو 2000). "Babesiosis". Clin. Microbiol. Rev. ج. 13 ع. 3: 451–69. DOI:10.1128/CMR.13.3.451-469.2000. PMC:88943. PMID:10885987. مؤرشف من الأصل في 2011-11-03.{{استشهاد بدورية محكمة}}:  صيانة الاستشهاد: أسماء متعددة: قائمة المؤلفين (link)
- "Babesiosis: Overview" The Merck Veterinary Manual
- Current status of Equine piroplasmosis worldwide at OIE. WAHID Interface - OIE World Animal Health Information Database
- Disease card